# Gare de Saint-Aignan - Noyers
La gare de Saint-Aignan - Noyers est une gare ferroviaire française de la ligne de Vierzon à Saint-Pierre-des-Corps, située sur le territoire de la commune de Noyers-sur-Cher, à proximité de Saint-Aignan, dans le département de Loir-et-Cher, en région Centre-Val de Loire.
C'est une gare de la Société nationale des chemins de fer français (SNCF), desservie par les trains régionaux du réseau TER Centre-Val de Loire.

## Situation ferroviaire
Établie à 73 mètres d'altitude, la gare de Saint-Aignan - Noyers est située au point kilométrique (PK) 254,518 de la ligne de Vierzon à Saint-Pierre-des-Corps, entre les gares ouvertes de Selles-sur-Cher et de Thésée.

## Histoire
La gare est mise en service le 18 octobre 1869.

## Service des voyageurs

### Accueil
Gare de la SNCF, elle dispose d'un bâtiment voyageurs, avec guichet, ouverts tous les jours. Elle est équipée de deux quais latéraux.

### Desserte
Saint-Aignan - Noyers est desservie par des trains du réseau TER Centre-Val de Loire, qui effectuent des missions entre Tours et Vierzon, Bourges, Nevers ou Lyon-Perrache. En outre, certains trains sont terminus dans cette gare.

### Intermodalité
Un parc à vélo et un parking sont aménagés à ses abords. La gare est desservie par des autocars du réseau régional Rémi.